# Déclaration d'Ushuaïa
Pour les articles homonymes, voir Ushuaïa (homonymie).
La déclaration d'Ushuaïa est un texte adopté le 12 mars 2012 par le Sénat et la Chambre des députés d'Argentine au sujet des Malouines. 
La déclaration d'Ushuaïa a été rédigée le 25 février 2012, à l'initiative du député national de la province de Mendoza, Guillermo Carmona (président de la commission des relations extérieures de la République d'Argentine) et initialement adopté par une assemblée régionale avant son passage au niveau national. Trente ans après la guerre des Malouines, le Parlement argentin entend réaffirmer sa position en faveur de la résolution pacifique du conflit avec le Royaume-Uni. 
En mars 2019, le Parlement argentin confirme la déclaration et réaffirme sa volonté de faire valoir ses droits sur les Malouines. 
En octobre 2019, la déclaration est un thème de campagne pour les élections sénatoriales. 
À ce jour, le Royaume-Uni a ignoré cette déclaration tout comme les résolutions de l'ONU demandant l'ouverture de négociations.

## Texte de la déclaration
« Le Sénat et la Chambre des députés de la Nation de la République Argentine
Déclarent, 
1. La légitime et imprescriptible souveraineté de la République Argentine sur les îles Malouines, Géorgie du Sud, Sandwich du Sud et les espaces maritimes environnants, tel qu’il est établi par la première disposition transitoire de la Constitution nationale, dans leur condition de parties intégrantes du territoire national, en accord avec ce qui est stipulé par la loi 26.552, qui fixe les limites de la province de la Terre de Feu, Antarctique et îles de l'Atlantique sud, et par la documentation qui établit la délimitation de la plateforme continentale argentine, présentée par le gouvernement argentin devant la Commission des Limites de la plateforme continentale, en application de ce stipule l'Annexe II de la Convention du Droit de la mer.
2. Leur totale certitude sur la situation coloniale des îles Malouines, Géorgie du Sud et Sandwich du Sud qui affecte l'intégrité territoriale de la République argentine et sur le fait que la dispute entre les gouvernements de la République argentine et du Royaume-Uni de Grande-Bretagne et d'Irlande du Nord au sujet de la souveraineté  doit être résolue pacifiquement, en accord avec ce qu'établit l'Assemblée générale des Nations unies, au moyen des résolutions 2065 (XX), 3160 (XXVIII), 31/49, 37/9, 38/12, 39/6, 40/21, 41/40, 42/19 et 43/25, qui prient instamment les deux gouvernements à poursuivre les négociations, dans le cadre de la Charte des Nations unies et du droit international, conformément aux recommandations du Comité de décolonisation des Nations unies, et à s’abstenir de prendre des décisions qui impliqueraient l’introduction de modifications unilatérales à la situation pendant qu’avance le processus de négociation.
3. Leur réaffirmation de la vocation pour le dialogue et la paix de la République argentine au sujet des îles Malouines, Géorgie du Sud, Sandwich du Sud et des espaces maritimes environnants dans un effort soutenu pour recouvrer l’exercice de la souveraineté dur ces territoires, en respectant le mode de vie de leurs habitants et conformément au droit international. En ce sens, une fois de plus, nous demandons rapidement des négociations sur la souveraineté avec le Royaume-Uni de Grande-Bretagne et d’Irlande du Nord.
4. Leur mise en garde devant la communauté internationale et les Nations unies sur la militarisation  et l’introduction d’armes nucléaires dans l’Atlantique Sud, par le Royaume Uni de Grande-Bretagne et d’Irlande du Nord, violant ainsi la Zone de Paix (Résolution Assemblée Générale de l’ONU 41/11) et leur refus de pratiques contraires au besoin de maintenir la région libre de mesures de militarisation, de courses à l’armement, de présence militaire extra régionale et d’armes nucléaires.
5. Leur refus de la persistante attitude colonialiste et militariste du Royaume-Uni de Grande-Bretagne et d’Irlande du Nord dans l’Atlantique sud, qui viole les droits légitimes et souverains de la République argentine et qui ne reconnaît pas les résolutions des Nations unies qui pressent la recherche d’une solution pacifique, juste et pérenne à la question des îles Malouines.
6. Leur condamnation des actions unilatérales illégitimes du Royaume-Uni de Grande-Bretagne et d’Irlande du Nord en matière de pêcheries et d’hydrocarbures qui violent les diverses résolutions des Nations unies et de l’Organisation des États américains, et leur dénonciation du danger d’un désastre environnemental dans l’Atlantique sud qui serait la conséquence des activités illégales du Royaume-Uni dans la zone. En ce sens, notre position consiste à accompagner toutes les décisions qui transformeront la République argentine en un acteur engagé auprès des actions de protection de l’environnement dans l’Antarctique et l’Atlantique sud.
7. Leur soutien à la présentation de la République argentine, devant la Commission des limites de la plateforme continentale (CLPC), l’organisme créé par la Convention des Nations unies sur le droit de la mer. Ceci implique de réaffirmer la souveraineté sur les îles Malouines, Géorgie du Sud, Sandwich du Sud et les espaces maritimes environnants, et l’accès aux ressources disponibles dans les zones concernées. Le soutien aux intentions du Traité sur l'Antarctique, tel que son système juridique, pour assurer une cohabitation internationale pacifique dans la zone, en intensifiant l’engagement de protection de l’environnement, la conservation des écosystèmes et l’utilisation rationnelle des ressources vivantes marines de l’Antarctique, pour renforcer le soutien continental à la mise en pratique de politiques nationales et régionales de nature latino-américaine.
8. Leur volonté d'inciter l'Union européenne à réviser rapidement ce que stipulent le traité de l'Union européenne (TUE Maastricht 1992), le traité de fonctionnement de l'Union européenne (TFUE, Lisbonne 2007), par rapport à la stratégie d'association PTU-CE en 2013 (pays et territoire d’outre-mer)- quand expirera l’actuelle décision d’association- et que la Commission européenne est en train d’élaborer, pour que l’Union européenne reconnaisse la situation particulière de ces territoires conforme, non seulement aux affirmations argentines mais aussi aux résolutions des Nations unies. En ce sens, le Congrès remercie les pays européens qui ne cessent de soutenir les résolutions mentionnées.
9. Leur profonde reconnaissance à l’égard des gouvernements et des peuples frères du Chili, de l’Uruguay et du Brésil pour leurs récentes manifestations d’engagement assumé, de refuser l’accès à leurs ports aux navires identifiés avec le pavillon illégal des îles Malouines, soutenant ainsi une fois de plus la position argentine à propos de la souveraineté sur les îles Malouines, Géorgie du Sud, Sandwich du Sud et les espaces maritimes environnants. Remercient aussi le soutien du MERCOSUR et des États associés, l'OEA, l'UNASUR, la CELAC et l’ALBA, ainsi que les groupes bi-régionaux ou régionaux tels que le Sommet ibéro-américain, le sommet Afrique-Amérique du sud (ASA), le sommet Amérique du Sud-pays arabes (ASPA) et le G77 + Chine. Qu’ils manifestent également leur soutien envers les questions développées par les gouvernements argentins de la démocratie dans tous les forums internationaux afin que l’ensemble de la communauté internationale s’exprime en faveur de l’application de la résolution 2065 des Nations unies.
10. Leur décision de prier instamment le Royaume-Uni de Grande-Bretagne et d’Irlande du Nord à respecter les résolutions adoptées par l’Assemblée générale de l’ONU, et ratifiées annuellement par son Comité spécial de décolonisation, dans le but de trouver une issue pacifique au conflit sur la souveraineté qui concerne la question des Malouines. Expriment aussi leur volonté de faire parvenir cette déclaration à tous les Parlements, en particulier à ceux de la région et à tous les forums et organismes internationaux correspondants, dans le but de promouvoir leur soutien à la reprise de la négociation entre les deux pays pour trouver une solution pacifique et définitive au conflit pour la souveraineté sur les îles Malouines, Géorgie du Sud, Sandwich du Sud et les espaces maritimes environnants ».